# 러버 덕 (예술품)

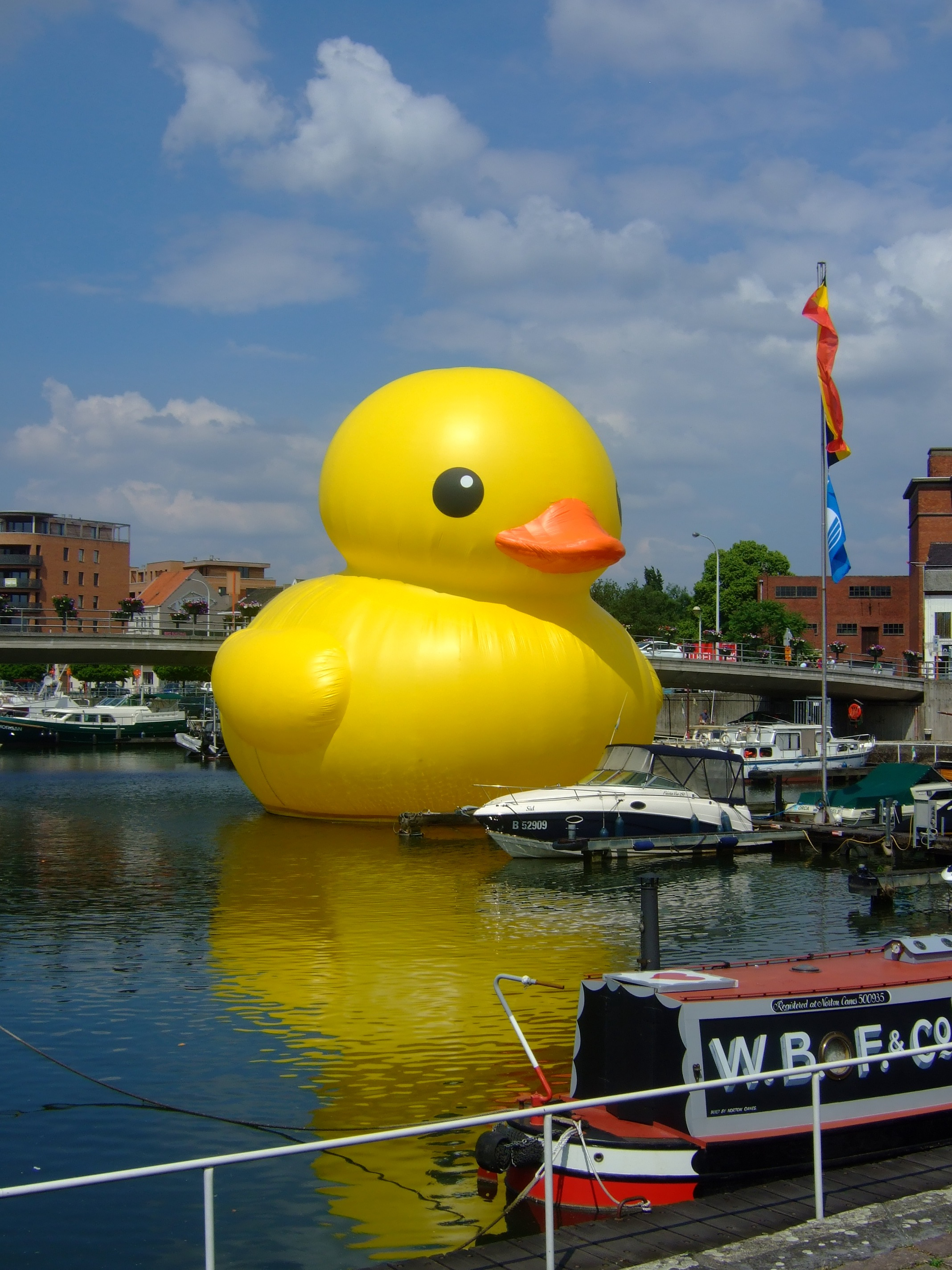
벨기에에 설치된 러버 덕

러버 덕(영어: Rubber Duck)은 네덜란드의 설치 미술가인 플로렌타인 호프만이 제작한 대형 고무 오리 조형물이다.

## 설명
러버 덕의 제작자 플로렌타인 호프만은 2001년 박물관에서 옛 도시를 그린 풍경화를 보던 중 "도시를 배경으로 현대적인 물건을 배치하면 어떨까"라는 아이디어를 떠올렸다고 한다. 그는 배치할 물건으로 톨로(TOLO) 사의 고무 오리를 선택했는데, 호프만은 이 제품을 보고 '이걸 만든 사람은 천재다.'라고 말했다고 한다.
본 작품은 상기 장난감을 거대화한 것으로 200여 개가 넘는 폴리염화비닐(PVC) 조각을 이어 붙여 만들었다. 러버 덕은 지상과 사슬로 연결된 폰툰 위에 설치하여 관람객이 볼 때 마치 물에 떠 있는 것처럼 보인다. 내부에는 팬이 설치되어 있어, 언제든지 부풀릴 수 있도록 되어 있다. 여러 개가 만들어졌으며, 그 중 가장 큰 것은 2007년에 제작된 것으로 16.5 × 20 × 32 미터에 1000 kg의 무게가 나갔다.
2007년 프랑스를 시작으로 이들은 전세계 각지를 돌아다니며 전시되고 있다. 호프만은 이 활동 일체를 러버 덕 프로젝트(Rubber Duck Project)라고 명명했다. 그는 이 프로젝트의 의미를 다음과 같이 기술했다.
| “ | 러버덕 프로젝트에는 국경도 경계도 없고 어떤 정치적 의도를 가지고 있지도 않다...나는 이 러버덕 프로젝트를 통해 전 세계의 긴장이 해소될 수 있다고 믿는다. | ” |
|   | — 플로렌타인 호프만 |   |

## 전시활동
최초 전시는 2007년 프랑스의 생나제르였고 이후 전세계를 순회하며 전시되고 있다. 2013년 홍콩 전시 때에는 800만 명이 러버 덕을 관람했으며 베이징에서는 입장 수익만 수백억 원에 이르렀다.

### 일본
2009년 오사카부시 통합본부(大阪府市統合本部) 등의 주최로 열린 '수도 오사카 2009' 이벤트 때 높이 9.5 미터의 러버 덕이 처음으로 선을 보였다. 당시 주최자였던 치시마토지(千島土地)는 이후 오사카와 히로시마 오노미치 시 행사에 매년 러버 덕을 제공하고 있다.

### 미국
2013년 9월 27일부터 10월 20일까지 피츠버그에서 최초 전시되었는데 이 기간동안 100만 명 이상이 러버 덕을 보고 갔다. 이듬해 5월 17일부터 26일까지 버지니아주 노퍽의 크라이슬러 예술 박물관 앞에서 두번째 전시가 있었다. 2015년 뉴욕 시 오이스터 베이에서 이틀 동안 축제의 찬조출연 격으로 등장했다.

### 대한민국
대한민국에는 '러버덕 프로젝트 - 서울'이라는 제목으로 2014년 10월 14일부터 11월 14일까지 한 달간 서울특별시 석촌호수에서 전시되었다. 전시 첫날 조형물 내부 송풍기가 고장나서 러버덕이 앞으로 고개를 숙인 형태를 하여 '시차적응' '덕무룩' 등의 유행어를 낳기도 했다. 이 기간 방문객 수는 480만 명에 이르렀다. 전시기간 중 일반인들 및 많은 연예인들이 '러버 덕 인증샷'을 찍는 등 인기가 높았다.
한국 전시 당시 신축중인 제2롯데월드에 대한 안전문제가 제기되고 있었는데, 유치주체인 롯데가 매출증진 겸 안전이슈 불식을 위해 마련한 것이라는 비판도 있었고, 롯데는 실제로 치밀한 마케팅을 통해 제2롯데월드의 매출을 크게 신장시켰다. 이에 대해 호프만은 '전시 비용을 위해 후원사가 필요했을 뿐 그 이상 의미는 없다.'라고 일축했다.
한국 행사를 주관한 롯데는 이벤트 종료 후 러버 덕을 해체하여 흔들의자나 가방 등으로 재가공하여 전시, 증정했다,맞는지는모르다..
2023년9월다시 돌아왔다.

## 전시기록[16]
- 네덜란드 암스테르담, 2007년 (5×5×6 미터)
- 프랑스 생나제르, 2007년 (26×20×32 미터)[17]
- 독일 뉘른베르크, 2008년 (5×5×6 미터)
- 네덜란드 로테르담/바세나르/암스테르담, 2008년 (5×5×6 미터)
- 브라질 상파울루, 2008년 (12×14×16 미터)
- 네덜란드 엘스트, 2009년 (5×5×6 미터)
- 벨기에 하셀트, 2009년 (12×14×16 미터)
- 일본 오사카시, 2009년 8월 22일 ~ 9월 27일, 12월 12일 ~ 25일(9.5×9.5×11 미터)
- 벨기에 알스트, 2010년 6월 22일 ~ 27일, 8월 2일
- 벨기에 하셀트, 2010년 7월 말
- 일본 오사카시 스미노에구, 2010년 10월 1일 ~ 3일
- 일본 오사카시 나카노시마, 2010년 11월 11일 ~ 25일
- 뉴질랜드 오클랜드, 2011년 2월 (12×14×16 미터)
- 일본 오사카시 스미노에구, 2011년 10월 10일
- 일본 오사카시 나카노시마, 2011년 10월 22일 ~ 30일
- 벨기에 로멀, 2012년 7월 2일 ~ 17일
- 일본 히로시마 오노미치, 2012년 7월 14일 ~ 29일 (10×11×13 미터)
- 벨기에 네이르펄트, 2012년 7월 18일 ~ 26일
- 벨기에 보홀트, 2012년 7월 27일 ~ 8월 2일
- 벨기에 하셀트, 2012년 8월 6일 ~ 19일 (12×14×16 미터)[18]
- 일본 오사카시 스미노에구, 2012년 10월 13일
- 일본 오사카시 나카노시마, 2012년 10월 14일 ~ 21일
- 오스트레일리아 시드니, 2013년 1월 5일 ~ 23일(13×14×15 미터)[19]
- 홍콩 젠사쥐, 2013년 5월 2일 ~ 6월 9일(14×15×16.5 미터)[20]
- 중국 베이징, 2013년 9월 6일 ~ 23일(14×15×18 미터)[21]
- 아제르바이잔 바쿠, 2013년 9월 15일 ~ 20일(12×14×16 미터)[22]
- 중국 베이징, 2013년 9월 26일 ~ 10월 26일
- 미국 피츠버그, 2013년 9월 27일 ~ 10월 20일(14×15×16.5 미터)[23]
- 타이완 가오슝시, 2013년 9월 19일 ~ 10월 20일(25×18×18 미터)[24][25]
- 타이완 타오위안시, 2013년 10월 26일 ~ 11월 10일(25×18×18 미터)
- 타이완 지룽시, 2013년 12월 21일 ~ 2014년 2월 8일(25×18×18 미터)
- 일본 나카노시마, 2013년 10월 11일 ~ 18일
- 일본 오사카시 스미노에 구, 2013년 10월 19일 ~ 20일
- 일본 오사카시 러버 덕 퍼레이드, 2013년 10월 19일
- 일본 오사카시 호타루마치, 2013년 12월 16일 ~ 25일
- 오스트레일리아 패러매터 강, 2014년 1월 10일 ~ 19일(13×14×15 미터)
- 베트남 호치민 시, 2014년 4월 27일 ~ 5월 31일(22×20×16 미터)
- 미국 노퍽, 2014년 5월 17일 ~ 26일(14×15×16.5 미터)
- 중국 항저우시, 2014년 6월 3일 ~ 7월 15일(25×18×18 미터)[26]
- 중국 칭다오시, 2014년 6월 30일 ~ 7월 30일
- 중국 구이양 시, 2014년 7월 4일 ~ 9월 7일
- 미국 로스앤젤레스, 2014년 8월 20일 ~ 9월 6일(33×18×26 미터)[27]
- 캐나다 밴쿠버, 2014년 8월 (13×14×15 미터)
- 대한민국 서울, 2014년 10월 14일 ~ 11월 14일(16.5×19.8×16.5 미터)[28]
- 중국 난징시, 2014년 10월 18일 ~ 12월 3일
- 일본 오사카시 스미노에 구, 2014년 10월 19일
- 중국 상하이시, 2014년 10월 23일 ~ 11월 23일[29]
- 일본 오사카시 나카노시마, 2014년 12월 13일 ~ 25일[30]
- 일본 오사카시 나카노시마 공원, 2015년 9월 18일 ~ 10월 12일
- 미국 뉴욕 시 오이스터 베이, 2015년 10월 17일 ~ 10월 18일
- 일본 오사카시 스미노에 구, 2015년 10월 18일
- 일본 오사카시 사야마 호수, 2016년 4월 1일 ~ 5월 8일
- 마카오 마카오 과학관, 2016년 4월 29일 ~ 5월 27일
- 미국 뉴욕주 오논다가 호, 2016년 7월 16일
- 중국 하얼빈시, 2016년 8월 1일 ~ 8월 31일
- 미국 위스콘신주 폭스 리버, 2016년 8월 5일 ~ 8월 7일
- 미국 미네소타주 슈피리어 호 덜루스, 2016년 8월 18일 ~ 8월 21일
- 미국 뉴욕주 커널사이드 버팔로, 2016년 8월 26일 ~ 8월 28일
- 미국 펜실베이니아주 이리호 베이프론트 컨벤션센터, 2016년 9월 8일 ~ 9월 11일
- 일본 오사카시 나무라 조선소, 2016년 9월 11일
- 미국 워싱턴주 터코마, 2017년 6월 15일 ~ 6월 18일
- 캐나다 온타리오주 하버프론트 외, 2017년 7월 1일 ~ 8월 13일
- 칠레 산티아고, 2017년 9월 28일 ~ 10월 1일
- 칠레 발파라이소, 2017년 10월 4일 ~ 10월 8일
- 일본 오사카시 나무라 조선소, 2017년 10월 29일, 11월 12일
- 중국 쿤밍시 뎬츠호, 2017년 12월 29일 ~ 2018년 3월 2일
- 미국 오하이오주 선더스키, 2018년 7월 12일 ~ 7월 15일
- 미국 미네소타주 덜루스 슈피리어호, 2019년 8월 11일 ~ 8월 13일

## 에피소드
- 2009년 벨기에 전시 때 누군가가 러버 덕을 42번 찔러 훼손했다.
- 2013년 홍콩에서는 바람이 빠져 껍데기만 남은 모습을 보였는데, 홍콩 젠사쥐 공식 트위터 'Harbour City'는 '러버 덕은 휴식이 필요합니다. 돌아올 때까지 관심을 부탁드립니다.'라는 멘션을 게시했다.[31]
- 2013년 6월 7일 중국 인만일보에 따르면 중국 전역에 '짝퉁 러버 덕'이 10여 개 만들어졌으며, 원제작자 호프만은 표절행위를 용납하지 못한다는 불쾌함을 드러냈다.[32]
- 2013년 12월 31일 오후 타이완 지룽 전시 때, 새해맞이를 위해 많은 사람들이 러버 덕 주위에 몰려 있었는데 이들이 지켜보는 가운데 러버 덕의 옆이 터졌다.[33]
- 2016년 4월 1일 플로렌타인 호프만은 브라질의 반정부 시위대가 러버덕을 표절하여 시위에 쓰고 있다고 주장했다. 시위대는 러버덕과 흡사하게 생긴 거대 고무오리 인형을 공공기관 상징물로 써 왔는데 검은 눈을 'X'자 형태로 바꾼 것을 빼고 디자인이 거의 같았다. 호프만은 '러버덕 프로젝트를 정치적인 목적으로 이용하는 것을 용납할 수 없으며 시위대는 저작권 침해행위를 즉각 중단하라.'라고 발표했다.[34]
- 2017년 7월 1일 캐나다 건국 150 주년을 맞아 토론토 하버프론트에 전시된 러버덕은 호프만의 오리지널 작품이 아니라 그와 예전에 함께 일했던 삼보르스키가 설치한 것이다. 호프만은 삼보르스키가 저작권을 도용했다고 주장했으나 삼보르스키 측에서는 '러버덕은 공공저작물이며 우리는 1930년대 완구회사의 오리를 본딴 것일 뿐'이라고 반박했다.[35]

## 언론 통제
2013년 6월 4일에 중국에서는 시나 웨이보가 1989년 톈안먼 사건과 연관된 검색어들을 차단 조치했는데, 그 중 '커다랗고 노란 오리'가 포함되어 있었다. 이 검색어가 차단 목록에 포함된 이유는 왕웨이린이 톈안먼 사건 당시에 줄지어 나아가는 탱크들 앞을 가로막고 서 있는 사진, 소위 무명의 반역자 사진에서 누군가가 탱크를 러버 덕 네 마리로 바꿔놓았고, 이 합성 사진이 웹상에 퍼져나갔기 때문이다.

## 사진

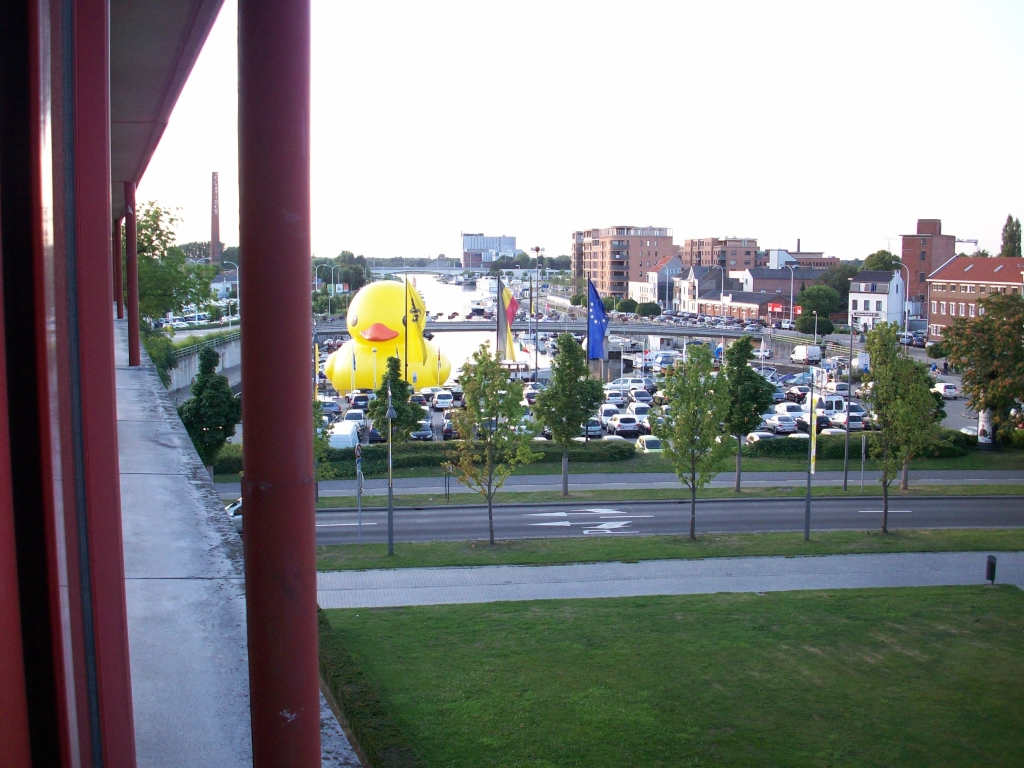
2012년 하셀트
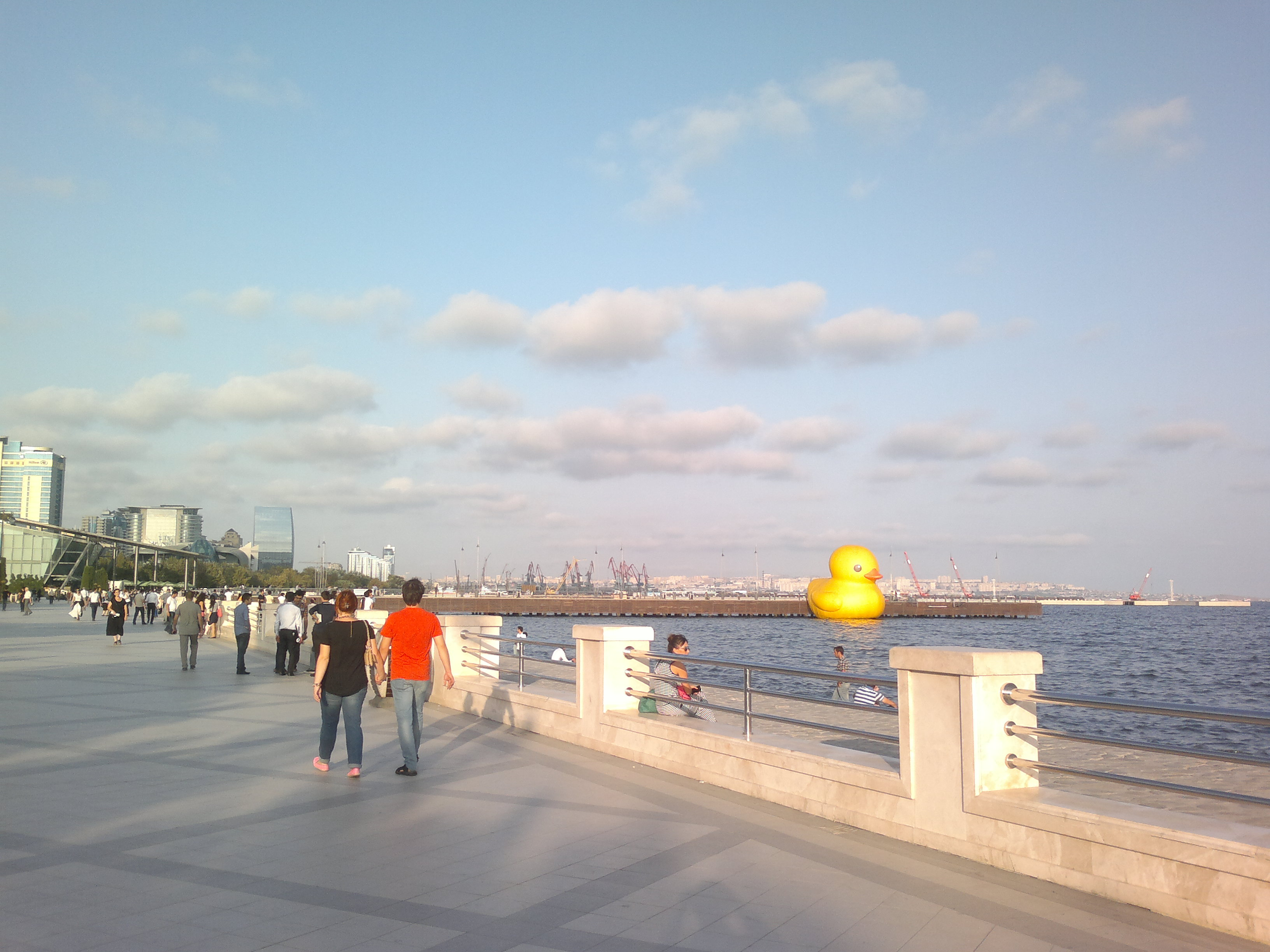
2013년 바쿠
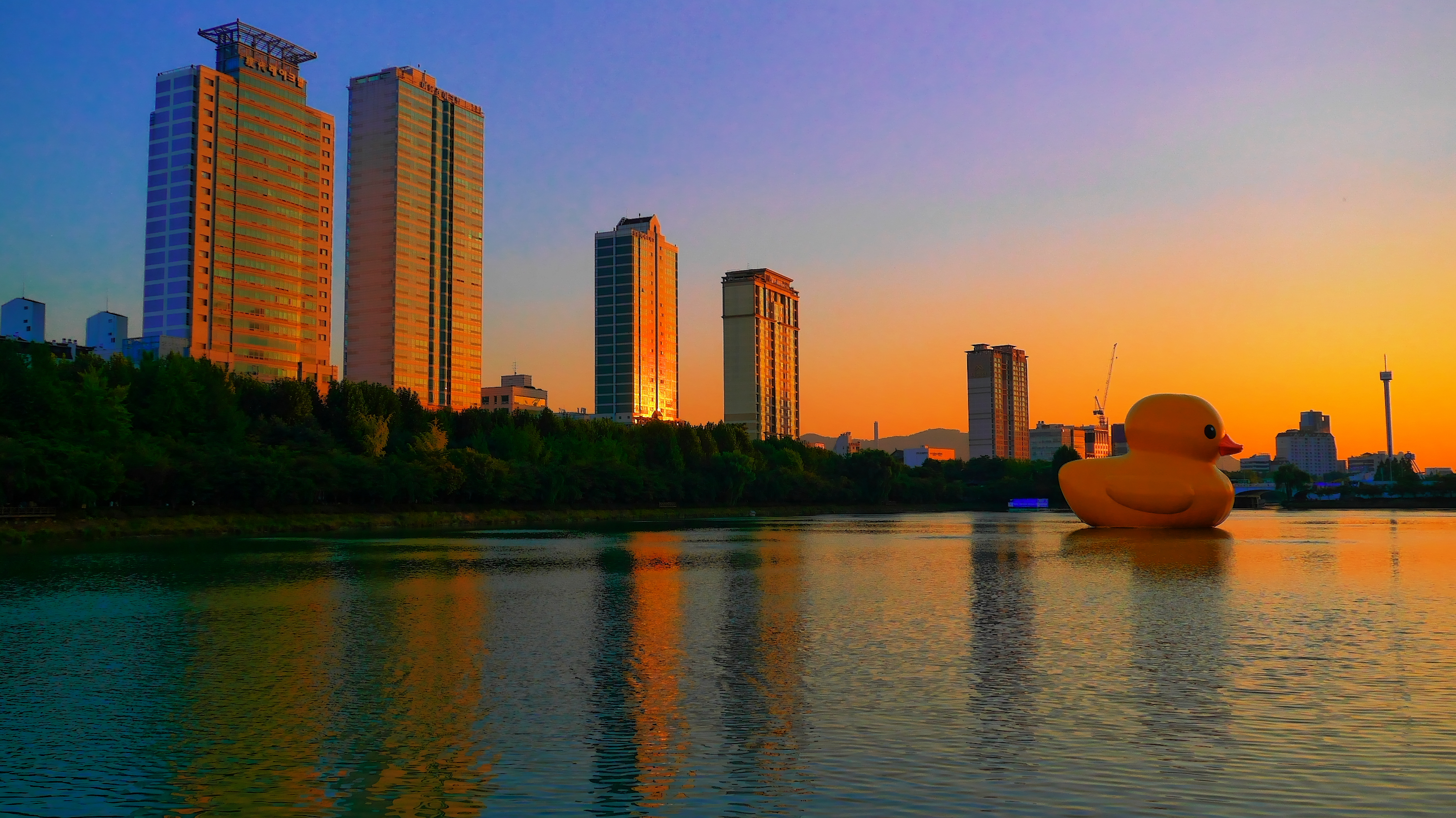
2014년 서울 석촌호수
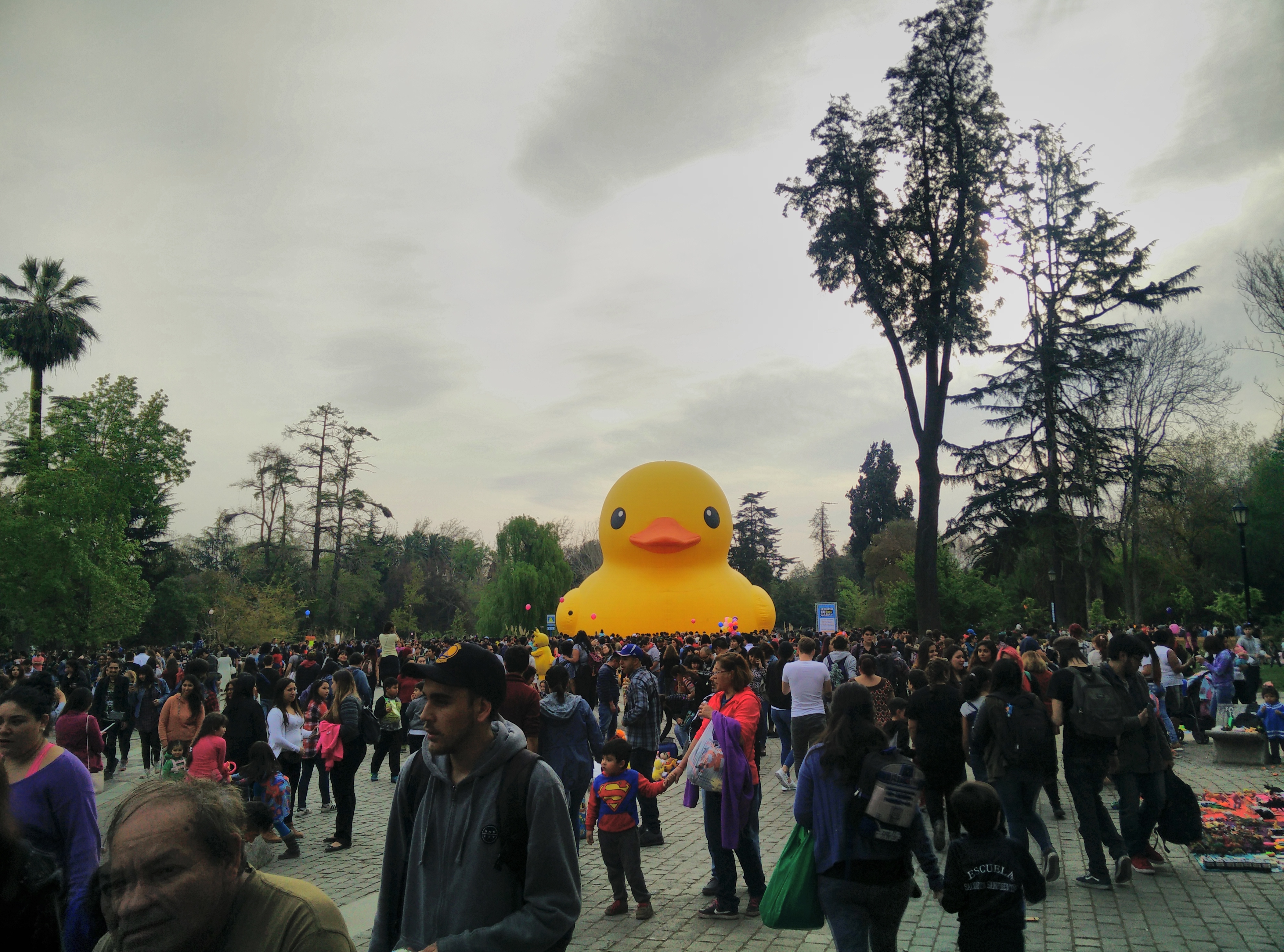
2017년 칠레 산티아고